# Live Shit: Binge & Purge
Live Shit: Binge & Purge – album koncertowy zespołu Metallica, pierwotnie wydany 23 listopada 1993 roku, wznowiony w 2002. Wydany w postaci pudełka zawierającego płyty DVD (pierwotnie kasety VHS) i płyty audio z zarejestrowanymi koncertami.
Na płytach znalazły się nagrania pochodzące z Sport Hall w mieście Meksyk z 25-27 lutego i 1-2 marca 1993 roku.

## Lista utworów
| CD 1 | CD 1                                | CD 1                                                      | CD 1    |
| Nr   | Tytuł utworu                        | Autorzy                                                   | Długość |
| ---- | ----------------------------------- | --------------------------------------------------------- | ------- |
| 1.   | „The Ecstasy of Gold/Enter Sandman” | Ennio Morricone/James Hetfield, Lars Ulrich, Kirk Hammett | 7:28    |
| 2.   | „Creeping Death”                    | Hetfield, Ulrich, Cliff Burton, Hammett                   | 7:28    |
| 3.   | „Harvester of Sorrow”               | Hetfield, Ulrich                                          | 7:19    |
| 4.   | „Welcome Home (Sanitarium)”         | Hetfield, Ulrich, Hammett                                 | 6:39    |
| 5.   | „Sad but True”                      | Hetfield, Ulrich                                          | 6:07    |
| 6.   | „Of Wolf and Man”                   | Hetfield, Ulrich, Hammett                                 | 6:22    |
| 7.   | „The Unforgiven”                    | Hetfield, Ulrich, Hammett                                 | 6:48    |
| 8.   | „Justice Medley”                    | Hetfield, Ulrich, Hammett, Jason Newsted                  | 9:38    |
| 9.   | „Solos (bass/guitar)”               | Hammett, Newsted                                          | 18:49   |
|      |                                     |                                                           | 1:16:38 |

| CD 2 | CD 2                      | CD 2                              | CD 2    |
| Nr   | Tytuł utworu              | Autorzy                           | Długość |
| ---- | ------------------------- | --------------------------------- | ------- |
| 1.   | „Through the Never”       | Hetfield, Ulrich, Hammett         | 3:47    |
| 2.   | „For Whom the Bell Tolls” | Hetfield, Ulrich, Burton          | 5:48    |
| 3.   | „Fade to Black”           | Hetfield, Ulrich, Burton, Hammett | 7:12    |
| 4.   | „Master of Puppets”       | Hetfield, Ulrich, Burton, Hammett | 4:35    |
| 5.   | „Seek & Destroy”          | Hetfield, Ulrich                  | 18:08   |
| 6.   | „Whiplash”                | Hetfield, Ulrich                  | 5:34    |
|      |                           |                                   | 45:04   |

| CD 3 | CD 3                   | CD 3                                                     | CD 3    |
| Nr   | Tytuł utworu           | Autorzy                                                  | Długość |
| ---- | ---------------------- | -------------------------------------------------------- | ------- |
| 1.   | „Nothing Else Matters” | Hetfield, Ulrich                                         | 6:22    |
| 2.   | „Wherever I May Roam”  | Hetfield, Ulrich                                         | 6:33    |
| 3.   | „Am I Evil?”           | Sean Harris, Brian Tatler                                | 5:42    |
| 4.   | „Last Caress”          | Glenn Danzig                                             | 1:25    |
| 5.   | „One”                  | Hetfield, Ulrich                                         | 10:27   |
| 6.   | „So What?/Battery”     | Nick Kulmer, Chris Exall, Clive Blake / Hetfield, Ulrich | 10:05   |
| 7.   | „The Four Horsemen”    | Hetfield, Ulrich, Dave Mustaine                          | 6:08    |
| 8.   | „Motorbreath”          | Hetfield                                                 | 3:14    |
| 9.   | „Stone Cold Crazy”     | Freddie Mercury, Brian May, Roger Taylor, John Deacon    | 5:32    |
|      |                        |                                                          | 55:28   |

| VHS 1/DVD 1 | VHS 1/DVD 1                         | VHS 1/DVD 1 |
| Nr          | Tytuł utworu                        | Długość     |
| ----------- | ----------------------------------- | ----------- |
| 1.          | „20 Min. MetalliMovie”              | 19:56       |
| 2.          | „The Ecstasy of Gold/Enter Sandman” | 7:23        |
| 3.          | „Creeping Death”                    | 7:45        |
| 4.          | „Harvester of Sorrow”               | 6:55        |
| 5.          | „Welcome Home (Sanitarium)”         | 6:59        |
| 6.          | „Sad But True”                      | 6:35        |
| 7.          | „Wherever I May Roam”               | 6:57        |
| 8.          | „Bass solo”                         | 10:48       |
| 9.          | „Through the Never”                 | 4:29        |
| 10.         | „The Unforgiven”                    | 7:54        |
| 11.         | „Justice Medley”                    | 10:16       |
| 12.         | „Drum solo and drum battle”         | 9:43        |
| 13.         | „Guitar solo”                       | 8:49        |
|             |                                     | 1:54:29     |

| VHS 2/DVD 1 | VHS 2/DVD 1                    | VHS 2/DVD 1 |
| Nr          | Tytuł utworu                   | Długość     |
| ----------- | ------------------------------ | ----------- |
| 1.          | „The Four Horsemen”            | 5:30        |
| 2.          | „For Whom the Bell Tolls”      | 5:50        |
| 3.          | „Fade to Black”                | 7:19        |
| 4.          | „Whiplash”                     | 7:41        |
| 5.          | „Master of Puppets”            | 5:28        |
| 6.          | „Seek & Destroy”               | 15:44       |
| 7.          | „One”                          | 9:46        |
| 8.          | „Last Caress”                  | 3:54        |
| 9.          | „Am I Evil?”                   | 2:55        |
| 10.         | „Battery”                      | 7:27        |
| 11.         | „Stone Cold Crazy/End credits” | 13:06       |
|             |                                | 1:24:40     |

| VHS 3/DVD 2 | VHS 3/DVD 2                     | VHS 3/DVD 2 |
| Nr          | Tytuł utworu                    | Długość     |
| ----------- | ------------------------------- | ----------- |
| 1.          | „The Ecstasy of Gold/Blackened” | 11:43       |
| 2.          | „For Whom the Bell Tolls”       | 5:30        |
| 3.          | „Welcome Home (Sanitarium)”     | 6:27        |
| 4.          | „Harvester of Sorrow”           | 6:28        |
| 5.          | „The Four Horsemen”             | 5:35        |
| 6.          | „The Thing That Should Not Be”  | 7:14        |
| 7.          | „Bass solo”                     | 7:46        |
| 8.          | „Master of Puppets”             | 8:46        |
| 9.          | „Fade to Black”                 | 8:10        |
| 10.         | „Seek & Destroy”                | 8:05        |
| 11.         | „...And Justice for All”        | 13:33       |
| 12.         | „One”                           | 7:48        |
| 13.         | „Creeping Death”                | 7:48        |
| 14.         | „Guitar solo”                   | 6:34        |
| 15.         | „Battery”                       | 9:11        |
| 16.         | „Last Caress”                   | 1:54        |
| 17.         | „Am I Evil?”                    | 4:06        |
| 18.         | „Whiplash”                      | 5:37        |
| 19.         | „Breadfan/End credits”          | 8:20        |
|             |                                 | 2:20:35     |

## Twórcy
- James Hetfield – śpiew, gitara rytmiczna
- Lars Ulrich – perkusja
- Kirk Hammett – gitara prowadząca, chórki
- Jason Newsted – gitara basowa, śpiew